# مروین فرناندز
مروین فرناندز (انگلیسی: Merwyn Fernandes؛ زادهٔ ۱۲ آوریل ۱۹۵۹) بازیکن هاکی روی چمن اهل هند بود.
وی به‌همراه تیم ملی هاکی روی چمن مردان هند به قهرمانی بازی‌های المپیک تابستانی ۱۹۸۰ دست پیدا کرده‌است.